# 나카구 (나고야시)

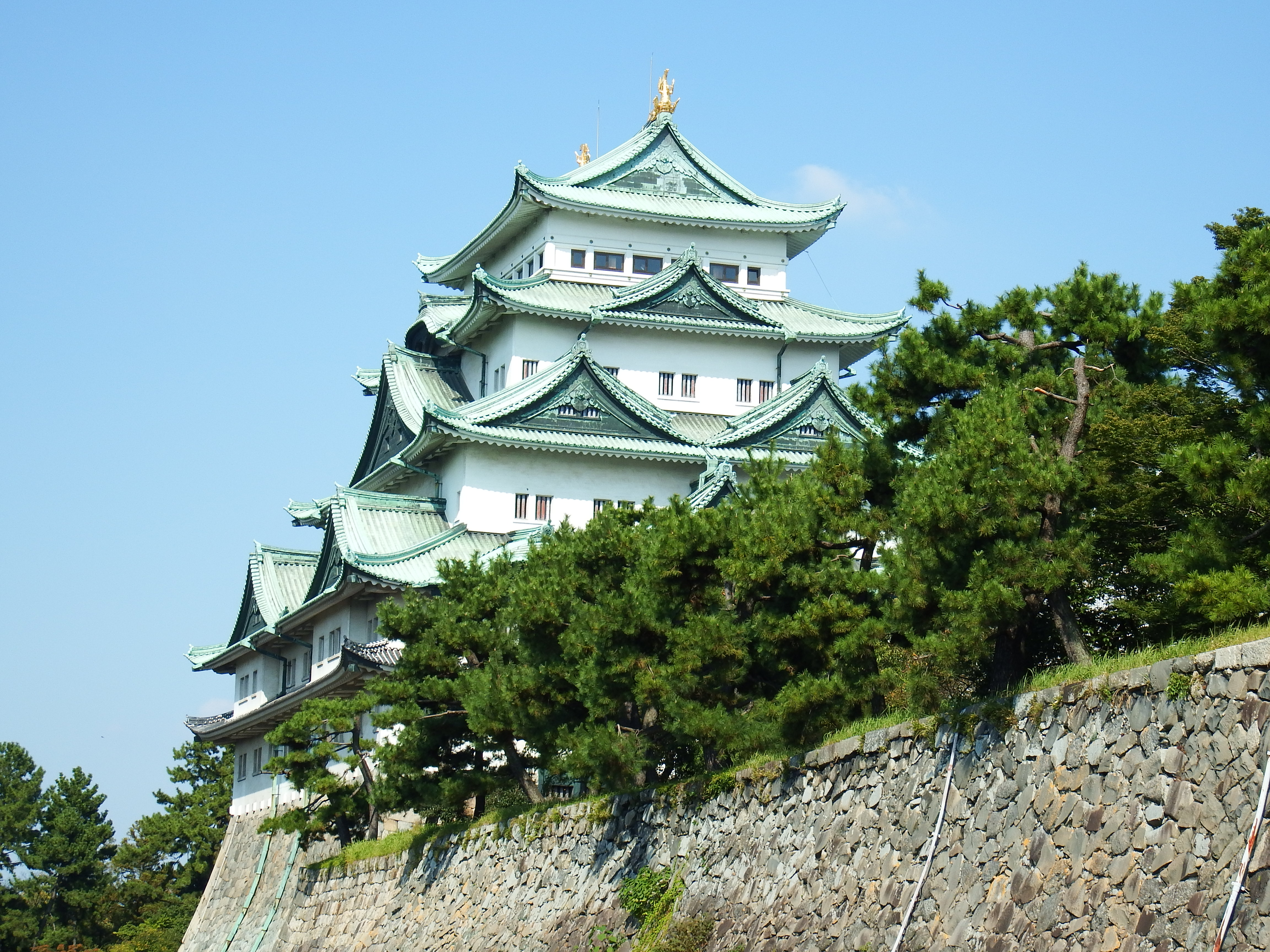
나고야성

나카구(일본어: 中区)는 일본 아이치현 나고야시를 구성하는 16개 구 중 하나이다.
나고야시 도심에 위치하여 백화점 등 상업 시설이 집중해 있고 전자상가로 유명한 오스가 있다. 또 나고야성 주변에는 국가 기관, 아이치현청, 나고야시청 등 행정 기관이 집중되어 있다.

## 인접한 자치체
나고야시 지쿠사구, 히가시구, 기타구, 니시구, 나카무라구, 쇼와구, 아쓰타구, 나카가와구

## 역사
1908년 4월 1일에 4구제를 시행했을 때부터 존재하였다. 1944년 2월 1일에 사카에구를 분구했지만 이듬해 11월 3일에 다시 편입하였다.

## 교통
- 나고야시 교통국(나고야 시영 지하철)
  - 히가시야마선
  - 메이조선
  - 쓰루마이선
  - 사쿠라도리선

- 도카이 여객철도
  - 주오 본선

- 나고야 철도
  - 세토선

### 도로
- 나고야 고속도로
- 국도 19호선
- 국도 22호선
- 국도 41호선
- 국도 153호선